# United States Board on Geographic Names

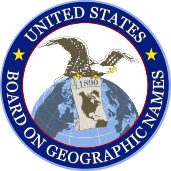
Het zegel van de United States Board on Geographic Names.

De United States Board on Geographic Names (afgekort BGN) is een federale instantie in de Verenigde Staten ter bevordering van het uniform gebruik van geografische benamingen binnen de Amerikaanse overheid. Het college is een onderdeel van het United States Department of the Interior.
Het Advisory Committee on Antarctic Names is een adviesorgaan dat deel uitmaakt van de BGN en zaken behandelt die specifiek over Antarctica gaan.
De BGN stelde in samenwerking met de United States Geological Survey het Geographic Names Information System (GNIS) op. Deze database bevat informatie over de naam en locatie van ongeveer twee miljoen plaatsen binnen de Amerikaanse staatsgrenzen.

## Geschiedenis
Het college werd op 4 september 1890 opgericht als de Board on Geographical Names bij decreet van toenmalig president Benjamin Harrison. De oorspronkelijke functie betrof het beslechten van alle conflicten over geografische benamingen. De besluiten van de BGN werden als bindend geaccepteerd door de departementen en bureaus van de federale overheid.